# Staden, Östersund
Staden är tätorten Östersunds äldsta samt mest centrala stadsdel och stadens centrum belägen vid Storsjön. Stadsdelen har ett rutnätsformade gatunät som även kan ses i gatustenarna framför stadens rådhus. Staden förbinds med ön Frösön och stadsdelen Hornsberg genom Frösöbron samt "gångbron". I Staden ligger även Östersunds Campus med Mittuniversitet.

## Geografi
Staden avgränsas i väster av Storsjön, på vars andra sida ön Frösön med stadsdelarna Hornsberg, Östberget och Frösödal angränsar. I väster av stadsdelen Karlslund i form av Litsvägen, Biblioteksgatan samt Genvägen. I norr av stadsdelen Norr genom Fältjägargränd. I söder av stadsdelen Söder  genom Strandvägen och Gränsgatan samt sydöst av Odenslund genom Brunflovägen (norr om Stora Kyrkan) och Stuguvägen. Stadsdelen är, liksom större delen av Östersund, relativt kuperad och sluttar kraftigt mot Storsjön.

## Historik
Staden är Östersunds äldsta stadsdel och grunden till det som idag är tätorten och staden Östersund. Grundad 1786 av Gustav III.

### Bebyggelsehistoria
Östersund stad, numera stadsdelen Staden, växer fram

#### 1788
Första stadsplanen av lantmätare Johan Törnsten fastställs av Kunglig Maj:t i januari. Det är en strikt rutnätsplan uppbyggd av 20 identiskt lika kvarter med måtten 120x120 alnar (ca 72 x 72 m), samt fyra vinkelformade kvarter runt det centralt belägna torget.
Långgatorna har en bredd på 20 alnar (ca 12 meter) och gränderna en bredd på 12 alnar (7,2 meter).
I stadsplanen bestäms att varannan tomt ska vara en kryddgård för trädgårdsodling, varannan för bebyggelse. Det motiverades av att man snabbt ville få en stadskärna utbyggd och av att man ville ha ett gott brandskydd.

#### 1791
En krans av kålgårdar för odling läggs till den ursprungliga planen.

#### 1810
Östersund blir residensstad. Den nya staden får en långsam tillväxt. Trettio år efter grundandet bor knappt tvåhundra personer här. Staden och Östersund ser mest ut som en bondby. Inga hus finns kvar från denna tid.

#### 1846
Stadens andra stadsplan antas och innebär i princip en fortsättning på rutnätsplanen. De sydligaste kvarteren görs nu något rektangulära. Bebyggelse tillåts på krydd- och kålgårdar. Enstaka byggnader finns i dag kvar från den expansiva perioden på 1840-talet, bland annat gamla kyrkan, residenset och elementarläroverket.

#### 1864
Stadsplanens rutnät utvidgas ytterligare med Gröngatan som östlig gräns. Ett kvarter, Nytorget (nu Gustaf III:s torg), undantas från bebyggelse.

#### 1881
Stadsområdet utvidgas efter en stadsplan utarbetad av kommissionslantmätare W. Härnqvist, den så kallade Nystan. Denna stadsplan präglas starkt av Byggnadsstadgan för rikets städer från 1874 som eftersträvade effektivt brandskydd, god hygien och en prydlig stadsbild.
Många gator föreslås breddas, Artillerigatan skulle dras ned till Strandgatan och ha en bredd av 36,5 meter. De trädplanterade esplanadstumpar som fortfarande finns i Östersund (Samuel Permansgatan, Artillerigatan, Rådhusgatan och Kyrkgatan) har sitt ursprung i denna plan.

#### 1926
Den sista stora stadsplanen för innerstaden av denna karaktär är 1926 års stadsplan som bland annat omfattar hela innerstaden och som i vissa kvarter ännu inte ersatts av nya detaljplaner

#### 1947
Östersunds första Generalplan behandlar bland annat befolkningsutvecklingen, kommunikationerna och teknisk försörjning. I planen konstateras att tillräckligt gatuutrymme saknas för den rörliga trafiken. Köpmangatan, Storgatan och Prästgatan liksom tvärgatorna anses för smala med hänsyn till trafikens krav samt skäliga krav på ljus och luft.
Generalplanen från 1947 anses dock föråldrad redan innan den antas. Den leder trots det till en rad faktiska gatubreddningar, med placeringar av hus inflyttade på tomtmarken, för att möjliggöra framtida gatubreddningar.

#### 1968
Omarbetningen av 1947 års generalplaneförslag resulterar så småningom i Generalplan 1968. Denna behandlar innerstaden mycket översiktligt, med undantag för trafikutvecklingen.

### Den förste frisören[3]
1870 är ett historiskt år för frisöryrket i Östersund. Det året etablerade sig näm-ligen  den  första  frisören  i  staden.  Det  var  en  medelpading,  Nils  Johan  Sund-kvist, 37 år gammal och född i Selånger. Sundkvist var aldrig utbildad i yrket men hade gesällbrev som skomakare. Den 25 augusti flyttade han från Sundsvall till Östersund. I Östersund började han i skomakaryrket 1865. Den 1 maj 1870 startade  Sundkvist  sin  barberarestuga  i  fastigheten  Storgatan  19  (Fresk)  och  i oktober 1883 flyttade han till Storgatan 29.
År 1892 överlät Sundkvist barberarestugan till P.M.(Per  Mikael) Nilsson, vilken han gått i lära hos och dessutom arbetat med bland annat i Stockholm. Sundkvist flyttade till Storgatan 26, där han förutom barberarstuga även öppnade en tobakshandel. Det fanns ingen anledning att klaga på Sundkvists bered-villighet att betjäna allmänheten. Barberarestugan hölls öppen mellan klockan 7 och 22 på vardagarna och 7 till 18 på helgdagar. Det var således endast nio timmar på vardagsdygnen som han inte stod till tjänst.Sundkvist var således den första i staden som drev frisöryrket som huvudsaklig inkomstkälla. Han beskrevs som en strävsam ytterst tillbakadragen och blygsam person. Han var gift med en dotter-dotter till stadens första styresman, apote-karen Samuel Perman. Med henne fick han många barn. En dotter var gift med direktör J. P. Hård, en då välkänd östersundsbo.

## Gator och parker
Badhusparken, Kyrkparken och Odenparken är stadsdelens tre största parker. Finns även ett antal mindre parker såsom Tullparken och Universitetscampuset.

## Skolor
- Norra Skolan
- Jämtlands Gymnasium Wargentin
- Östersunds Gymnasieskola
- Mittuniversitetet

## Intressanta byggnader och institutioner
- Östersunds rådhus
- Östersunds gamla kyrka
- Länsresidenset
- Gamla Teatern
- Storsjöteatern
- Wargentinsskolan
- Östersunds bibliotek
- Östersunds sporthall
- Stadsmuseet och Ahlbergshallen
- S/S Thomée
- Tullkammaren
- Mittuniversitets campus

## Kultur

### Bibliotek
I stadsdelen finns flera bibliotek. De två största som är öppna för allmänheten är Östersunds bibliotek samt Campusbiblioteket Östersund.